# Liste der Abgeordneten der Landstände des Herzogtums Nassau (1848–1851)
Diese Liste enthält die Abgeordneten der Landstände des Herzogtums Nassau in den Jahren 1848 bis 1851. Die vorherigen Abgeordneten sind in der Liste der Abgeordneten der Landstände des Herzogtums Nassau (1818–1848), die nachfolgenden in der Liste der Abgeordneten der Landstände des Herzogtums Nassau (1852–1866) aufgeführt.
In dieser Phase hatten die Landstände eine Kammer. Die Wahl erfolgte in 14 Wahlkreisen, die jeweils 2 Ämter umfassten. Je nach Einwohnerzahl wurden je Wahlkreis 2 bis 4 Abgeordnete gewählt.
| Wahlkreis | Wahlkreis | Wahlkreis                | Name                                               | Amtszeit  | Bemerkung                                                  |
| Nr.       |           | Ämter                    | Name                                               | Amtszeit  | Bemerkung                                                  |
| --------- | --------- | ------------------------ | -------------------------------------------------- | --------- | ---------------------------------------------------------- |
| I         |           | Dillenburg/Herborn       | Carl Schenk                                        | 1848      | Mandat niedergelegt                                        |
| I         |           | Dillenburg/Herborn       | Adolph Raht                                        | 1848–1851 | Nachwahl für Carl Schenk                                   |
| I         |           | Dillenburg/Herborn       | Ernst Wenckenbach                                  | 1848–1849 | Mandat niedergelegt                                        |
| I         |           | Dillenburg/Herborn       | Emil Haupt                                         | 1849–1851 | Nachwahl für Ernst Wenckenbach                             |
| I         |           | Dillenburg/Herborn       | Ludwig Hatzfeld                                    | 1848      | Mandat niedergelegt                                        |
| I         |           | Dillenburg/Herborn       | Ludwig Heydenreich                                 | 1848–1851 | Nachwahl für Ludwig Hatzfeld                               |
| II        |           | Marienberg/Rennerod      | Carl Hehner                                        | 1848–1851 |                                                            |
| II        |           | Marienberg/Rennerod      | Johann Heinrich Krämer                             | 1848–1849 | Mandat niedergelegt                                        |
| II        |           | Marienberg/Rennerod      | Matthias Schürg                                    | 1849–1851 | Nachwahl für Johann Heinrich Krämer                        |
| III       |           | Hachenburg/Selters       | Karl Keim                                          | 1848–1851 |                                                            |
| III       |           | Hachenburg/Selters       | Carl Wirth                                         | 1848–1851 |                                                            |
| III       |           | Hachenburg/Selters       | Wilhelm Blum                                       | 1848–1851 |                                                            |
| IV        |           | Weilburg/Runkel          | Johann Philipp Heyl                                | 1848–1851 |                                                            |
| IV        |           | Weilburg/Runkel          | Albert von Goedecke                                | 1848–1851 |                                                            |
| IV        |           | Weilburg/Runkel          | Friedrich Wimpf                                    | 1848–1851 |                                                            |
| V         |           | Hadamar/Wallmerod        | Joseph Siebert                                     | 1848–1849 | Mandat niedergelegt                                        |
| V         |           | Hadamar/Wallmerod        | Carl Kalt                                          | 1849–1851 | Nachwahl für Joseph Siebert                                |
| V         |           | Hadamar/Wallmerod        | Johann Bellinger                                   | 1848–1851 |                                                            |
| V         |           | Hadamar/Wallmerod        | Carl Tripp                                         | 1848–1851 |                                                            |
| V         |           | Hadamar/Wallmerod        | Josef Bellinger                                    | 1848      | Mandat niedergelegt                                        |
| V         |           | Hadamar/Wallmerod        | Johann Georg Rau                                   | 1848–1851 | Nachwahl für Josef Bellinger                               |
| VI        |           | Limburg/Dietz            | Ludwig Born                                        | 1848–1851 |                                                            |
| VI        |           | Limburg/Dietz            | Ludwig Creutz                                      | 1848–1850 | Mandat niedergelegt                                        |
| VI        |           | Limburg/Dietz            | Gustav Friedrich Dünkelberg                        | 1850–1851 |                                                            |
| VI        |           | Limburg/Dietz            | Carl Zollmann                                      | 1848–1851 |                                                            |
| VII       |           | Montabaur/Nassau         | Caspar Schlemmer                                   | 1848–1851 |                                                            |
| VII       |           | Montabaur/Nassau         | Jost Schmidt                                       | 1848–1851 |                                                            |
| VII       |           | Montabaur/Nassau         | Peter Jacob Remy                                   | 1848–1851 |                                                            |
| VIII      |           | Braubach/St. Goarshausen | Karl Lotichius                                     | 1849      | Mandat niedergelegt                                        |
| VIII      |           | Braubach/St. Goarshausen | Karl Braun                                         | 1849–1851 | Nachwahl für Carl August Lotichius                         |
| VIII      |           | Braubach/St. Goarshausen | Ernst Leisler                                      | 1848–1851 |                                                            |
| IX        |           | Usingen/Reichelsheim     | Heinrich Wilhelm Preiß                             | 1848–1851 |                                                            |
| IX        |           | Usingen/Reichelsheim     | Victor von Eck                                     | 1848–1851 |                                                            |
| X         |           | Königstein/Höchst        | Carl Großmann                                      | 1848–1851 |                                                            |
| X         |           | Königstein/Höchst        | Michael Kürtel                                     | 1848–1851 |                                                            |
| X         |           | Königstein/Höchst        | Philipp Müller                                     | 1848–1851 |                                                            |
| X         |           | Königstein/Höchst        | Hugo Wehrfritz                                     | 1848–1851 |                                                            |
| XI        |           | Idstein/Wehen            | Gustav Justi                                       | 1848–1851 |                                                            |
| XI        |           | Idstein/Wehen            | Ludwig Wenckenbach                                 | 1848–1851 | Mandat in der letzten Sitzung niedergelegt / Keine Neuwahl |
| XI        |           | Idstein/Wehen            | Christian Unzicker                                 | 1848–1851 |                                                            |
| XII       |           | Wiesbaden/Hochheim       | Franz Bertram                                      | 1848–1851 |                                                            |
| XII       |           | Wiesbaden/Hochheim       | Paul Weilbächer                                    | 1848      | Mandat niedergelegt                                        |
| XII       |           | Wiesbaden/Hochheim       | Friedrich Snell                                    | 1848–1951 | Nachwahl für Paul Weilbächer                               |
| XII       |           | Wiesbaden/Hochheim       | Carl Remigius Fresenius                            | 1848–1851 |                                                            |
| XIII      |           | Eltville/Rüdesheim       | Anton Gergens                                      | 1848–1851 |                                                            |
| XIII      |           | Eltville/Rüdesheim       | Ferdinand Jung                                     | 1848–1851 |                                                            |
| XIII      |           | Eltville/Rüdesheim       | Friedrich Damian Freiherr von Schütz zu Holzhausen | 1848      | Mandat niedergelegt                                        |
| XIII      |           | Eltville/Rüdesheim       | Johann Jung                                        | 1848–1851 | Nachwahl für Friedrich Damian von Schütz zu Holzhausen     |
| XIV       |           | Nastätten/Schwalbach     | Friedrich Lang                                     | 1848–1851 |                                                            |
| XIV       |           | Nastätten/Schwalbach     | Friedrich Müller                                   | 1848–1851 |                                                            |